# 杨向宏
杨向宏（1965年10月—），云南云龙人，白族，中华人民共和国地方官员，中共云南省委党校本科学历，现任中共德宏州委政法委书记。

## 生平
1986年8月，杨向宏参加工作，历任德宏州扶贫办副主任，德宏州创新办副主任、主任，德宏州农业局局长等职。2007年11月，任中共梁河县委书记:199。2013年3月，改任中共瑞丽市委副书记、瑞丽国家重点开发开放试验区管委副主任，同时担任瑞丽市代理市长:103。2013年9月27日瑞丽市十六届人大二次会议，杨向宏正式当选市长。2016年6月，改任中共德宏州委常委、政法委书记:48-51。